# Route territoriale 40
Pour les articles homonymes, voir T40 et Route 40.
La route territoriale 40, ou RT 40, est une route territoriale française reliant Ajaccio à Bonifacio depuis l'automne 2014, en remplacement de la route nationale 196, dans le cadre du schéma directeur des routes territoriales de Corse 2011-2021,.
La route fait partie de la route du bord de mer corse.

## Histoire
La route nationale 196, classée par la loi du 25 mai 1836, a été construite entre 1837 et 1845.

## Itinéraire

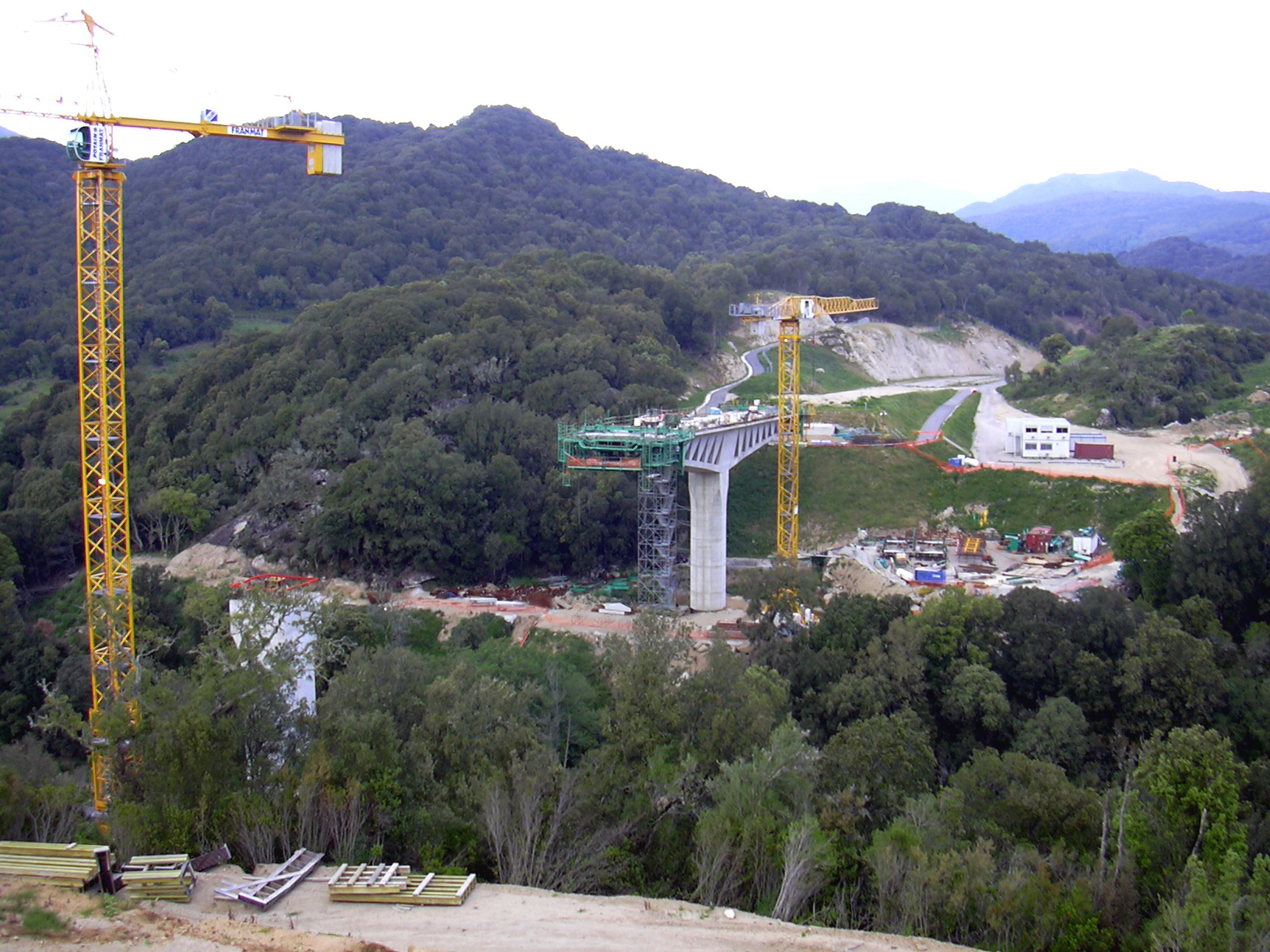
Construction du nouveau pont d'Abra (2007) ; ce pont est en service depuis 2008

### D'Ajaccio à Olmeto
- Ajaccio (km 0)
- Col de la Séglaia (43 m)
- Pisciatello, commune de Bastelicaccia (km 3)
- Barracone, commune d'Eccica-Suarella (km 12)
- Cauro (km13 )
- Bocca di Missoju (638 m)
- Col de Saint-Georges (747 m)
- Apa, commune de Grosseto-Prugna (km 25)
- Grosseto-Prugna (km 26)
- Torgia, commune de Cardo-Torgia (km 27)
- Bains-de-Taccana, commune de Zigliara (km 29)
- Pont d'Abra (204 m)
- Bicchisano, commune de Petreto-Bicchisano (km 39)
- Casalabriva (km 47)
- Col de Celaccia (582 m)
- Olmeto (km 53)

### D'Olmeto à Bonifacio
- Olmeto (km 53)
- Propriano (traversée par la RT 402) (km 62)
- Col de Santa-Giulia (80 m)
- Pont de Rena Bianca
- Sartène (km 74)
- Bocca Albitrina (290 m)
- Orasi, commune de Sartène (km 75)
- Pont d'Ortolo (40 m)
- Roccapina, commune de Sartène (km 76)
- Pianottoli-Caldarello (km 106)
- Pont de Figari
- Bocca di a Testa (68 m)
- Bocca d'Arbia (127 m)
- Col de Foce di Lera (90 m)
- Bonifacio (km 128)